# Cussey-les-Forges
Cussey-les-Forges is een gemeente in het Franse departement Côte-d'Or (regio Bourgogne-Franche-Comté) en telt 128 inwoners (2004). De plaats maakt deel uit van het arrondissement Dijon.

## Geografie
De oppervlakte van Cussey-les-Forges bedraagt 22,4 km², de bevolkingsdichtheid is 5,7 inwoners per km².
De onderstaande kaart toont de ligging van Cussey-les-Forges met de belangrijkste infrastructuur en aangrenzende gemeenten.

## Demografie
Onderstaande figuur toont het verloop van het inwonertal (bron: INSEE-tellingen).